# هانس کنیننبرگ
هانس کنیننبرگ (آلمانی: Hans Caninenberg؛ ۱۵ ژانویه ۱۹۱۳ – ۲۹ ژوئن ۲۰۰۸) هنرپیشه اهل آلمان بود.
از فیلم‌ها یا برنامه‌های تلویزیونی که وی در آن نقش داشته‌است می‌توان به پرونده اودسا اشاره کرد.